# Partito Socialista d'America
Il Partito Socialista d'America (in inglese Socialist Party of America) fu un partito politico statunitense di ispirazione socialista democratica, nato nel 1901 dall'unione del Partito Socialdemocratico d'America con diversi membri del Socialist Labor Party of America.
Da una sua scissione nel 1919 nacque il Partito Comunista degli Stati Uniti d'America.
Nel 1973 si sciolse dividendosi in tre formazioni: i Social Democrats, USA (successori legali del partito), il Partito Socialista degli Stati Uniti d'America, e il Democratic Socialist Organizing Committee (che nel 1982 si fuse ad altri partiti per fondare i Democratic Socialists of America).

## Struttura

### Segretari generali
- 1901–1903: Leon Greenbaum
- 1903–1905: William Mailly
- 1905–1911: J. Mahlon Barnes
- 1911–1913: John M. Work
- 1913–1916: Walter Lanfersiek
- 1916–1919: Adolph Germer
- 1919–1924: Otto Branstetter
- 1924–1925: Bertha Hale White
- 1925–1926: George Ross Kirkpatrick
- 1926–1929: William H. Henry
- 1929–1936: Clarence Senior
- 1936–1939: Roy Burt
- 1939–1942: Travers Clement
- 1942–1950: Harry Fleischman
- 1950–1954: Robin Myers
- 1954–1957: Herman Singer
- 1957–1962: Irwin Suall
- 1962-1966: Betty Elkin
- 1966-1968: George Woywod
- 1968–1970: Penn Kemble
- 1970–1972: Joan Suall

## Scissioni
- 1919 - Partito Comunista degli Stati Uniti d'America
- 1919 - Communist Labor Party of America